# Canton de Saint-Céré
Le canton de Saint-Céré est une circonscription électorale française située dans le département du Lot et la région Occitanie.

## Géographie
Ce canton est organisé autour de Saint-Céré dans l'arrondissement de Figeac. Son altitude varie de 120 m (Loubressac) à 628 m (Saint-Vincent-du-Pendit) pour une altitude moyenne de 300 m.

## Histoire
Par décret du 13 février 2014, le nombre de cantons du département est divisé par deux, avec mise en application aux élections départementales de mars 2015. Le canton de Saint-Céré est conservé et s'agrandit. Il passe de 14 à 18 communes.

## Représentation

### Conseillers généraux de 1833 à 2015
| Période        | Période      | Identité                      | Étiquette                   | Qualité |
| -------------- | ------------ | ----------------------------- | --------------------------- | --- |
| 1833           | 1836         | Jacques Brunet                |                             | Notaire, maire de Saint-Céré |
| 1836           | 1842         | Alain Lagarde                 |                             | Propriétaire à Saint-Céré |
| 1842           | 1870         | Théodore de Lavaur-Laboisse   |                             | Maire de Saint-Laurent-les-Tours |
| Juin 1870      | Juillet 1870 | François Certain de Canrobert | Bonapartiste                | Maréchal de France Sénateur (1879-1894) Propriétaire à Saint-Céré |
| Août 1870      | 1895         | Jacques-Alphonse de Lamaze    | Droite monarchiste          | Notaire à Saint-Céré |
| 1901           | 1913         | Louis Murat                   | Rad.                        | Brasseur, maire de Saint-Céré |
| 1919           | 1940         | Anatole de Monzie             | DVG puis P.Soc.Fr. puis USR | Avocat à la Cour d'Appel de Paris Député (1909-1919 et 1929-1942) Sénateur (1920-1929) Ministre (entre 1913 et 1940) Maire de Cahors (1919-1942) Président du Conseil Général (1919-1940) |
|                |              |                               |                             | |
| 1945           | 1950 (décès) | Jean Bastit                   | Rad.                        | Vétérinaire - Maire de Saint-Céré, ancien conseiller d'arrondissement |
| 1950           | 1951         | Pierre Boudet                 | MRP                         | Avocat Commerçant Sénateur (1946-1955) |
| 1951           | 1964 (décès) | Auguste Salesses              | Rad.                        | Brasseur Maire de Saint-Céré |
| 5 juillet 1964 | 1976         | Michel Gineste                | DVD puis CDP                | Pharmacien - Adjoint au Maire de Saint-Céré |
| 1976           | 1982         | Bernard Martignac             | PS                          | Expert-comptable - Maire de Loubressac (1983-1995) |
| 1982           | 2008         | André Boyer                   | PRG                         | Médecin Sénateur (1988-2008) Maire de Saint-Céré (1983-1995) |
| 2008           | 2015         | Pierre Destic                 | DVD                         | Chef d'entreprise Maire de Saint-Céré (1995-2020) |

### Conseillers d'arrondissement (de 1833 à 1940)
| Période                                  | Période | Identité                                            | Étiquette   | Qualité |
| ---------------------------------------- | ------- | --------------------------------------------------- | ----------- | --- |
| 1833                                     | 1842    | Jean Louis Urbain Dardailhan de Miramon (1769-1847) |             | Avocat à Saint-Céré                                                                                         |
| 1842                                     | 1848    | Pierre Marie Lucien Mourlhon (1807-1855)            |             | Médecin, propriétaire à Autoire                                                                             |
|                                          |         |                                                     |             | |
| 1883                                     |         | M. Martin                                           | Monarchiste | |
| 1898                                     |         | Bernard Doucet                                      | Radical     | Avocat, capitaine, Premier adjoint au Maire de Saint-Céré                                                   |
|                                          |         |                                                     |             | |
| 1919                                     | 1940    | Jean Bastit                                         | Radical     | Vétérinaire, propriétaire à Saint-Céré                                                                      |
| 1940                                     |         |                                                     |             | Les conseils d'arrondissement ont été suspendus par la loi du 12 octobre 1940 et n'ont jamais été réactivés |
| Les données manquantes sont à compléter. |         |                                                     |             | |

### Conseillers départementaux à partir de 2015
| Période élective | Période élective | Mandat | Mandat   | Identité           | Nuance | Nuance | Qualité                                                                 |
| ---------------- | ---------------- | ------ | -------- | ------------------ | ------ | ------ | ----------------------------------------------------------------------- |
| 2015             | 2021             | 2015   | 2021     | Dominique Bizat    |        | PS     | Pharmacienne, maire de Saint-Céré depuis 2020                           |
| 2015             | 2021             | 2015   | 2021     | Olivier Desbordes  |        | LREM   | Directeur artistique suppléant de la député Huguette Tiegna (2017-2022) |
| 2021             | 2028             | 2021   | en cours | Dominique Bizat    |        | PS     | Pharmacienne, maire de Saint-Céré                                       |
| 2021             | 2028             | 2021   | en cours | Jean-Pierre Jammes |        | PS     | Infirmier retraité, adjoint au maire de Saint-Médard-de-Presque         |

### Résultats détaillés

#### Élections de mars 2015
À l'issue du 1er tour des élections départementales de 2015, deux binômes sont en ballotage : Dominique Bizat et Olivier Desbordes (Union de la Gauche, 30,89 %) et Jean-Pierre Boudou et Monique Martignac (UMP, 30,82 %). Le taux de participation est de 61,4 % (4 670 votants sur 7 606 inscrits) contre 59,43 % au niveau départemental et 50,17 % au niveau national.
Au second tour, Dominique Bizat et Olivier Desbordes (Union de la Gauche) sont élus avec 53,16 % des suffrages exprimés et un taux de participation de 62,34 % (2 330 voix pour 4 743 votants et 7 608 inscrits).
Olivier Desbordes est à LREM.

#### Élections de juin 2021
Le premier tour des élections départementales de 2021 est marqué par un très faible taux de participation (33,26 % au niveau national). Dans le canton de Saint-Céré, ce taux de participation est de 42,72 % (3 140 votants sur 7 350 inscrits) contre 43,85 % au niveau départemental. À l'issue de ce premier tour,  le binôme constitué de Dominique Bizat et Jean-Pierre Jammes (PS, 78,13 %), est élu avec 78,13 % des suffrages exprimés.

## Composition

### Composition avant 2015
Avant le redécoupage cantonal de 2014, le canton de Saint-Céré groupait quatorze communes.
| Nom                     | Code Insee | Codepostal | Superficie (km2) | Population (dernière pop. légale) | Densité (hab./km2) |
| ----------------------- | ---------- | ---------- | ---------------- | --------------------------------- | ------------------ |
| Saint-Céré (chef-lieu)  | 46251      | 46400      | 11,33            | 3 540 (2012)                      | 312                |
| Autoire                 | 46011      | 46400      | 7,15             | 342 (2012)                        | 48                 |
| Bannes                  | 46017      | 46400      | 10,11            | 128 (2012)                        | 13                 |
| Frayssinhes             | 46115      | 46400      | 12,15            | 186 (2012)                        | 15                 |
| Latouille-Lentillac     | 46159      | 46400      | 11,71            | 232 (2012)                        | 20                 |
| Loubressac              | 46177      | 46130      | 23,75            | 529 (2012)                        | 22                 |
| Mayrinhac-Lentour       | 46189      | 46500      | 15,57            | 537 (2012)                        | 34                 |
| Saignes                 | 46246      | 46500      | 3,55             | 76 (2012)                         | 21                 |
| Saint-Jean-Lespinasse   | 46271      | 46400      | 5,99             | 421 (2012)                        | 70                 |
| Saint-Laurent-les-Tours | 46273      | 46400      | 10,84            | 908 (2012)                        | 84                 |
| Saint-Médard-de-Presque | 46281      | 46400      | 5,29             | 197 (2012)                        | 37                 |
| Saint-Paul-de-Vern      | 46286      | 46400      | 10,84            | 194 (2012)                        | 18                 |
| Saint-Vincent-du-Pendit | 46295      | 46400      | 9,24             | 156 (2012)                        | 17                 |
| Saint-Jean-Lagineste    | 46339      | 46400      | 12,66            | 327 (2012)                        | 26                 |

### Composition depuis 2015
Le canton de Saint-Céré regroupe désormais dix-huit communes.
| Nom                                | Code Insee | Intercommunalité                    | Superficie (km2) | Population (dernière pop. légale) | Densité (hab./km2) | Modifier                                    |
| ---------------------------------- | ---------- | ----------------------------------- | ---------------- | --------------------------------- | ------------------ | ------------------------------------------- |
| Saint-Céré (bureau centralisateur) | 46251      | CC Causses et Vallée de la Dordogne | 11,33            | 3 449 (2022)                      | 304                | modifier les données · modifier les données |
| Autoire                            | 46011      | CC Causses et Vallée de la Dordogne | 7,15             | 376 (2022)                        | 53                 | modifier les données · modifier les données |
| Aynac                              | 46012      | CC Grand-Figeac                     | 21,55            | 558 (2022)                        | 26                 | modifier les données · modifier les données |
| Bannes                             | 46017      | CC Causses et Vallée de la Dordogne | 10,11            | 145 (2022)                        | 14                 | modifier les données · modifier les données |
| Frayssinhes                        | 46115      | CC Causses et Vallée de la Dordogne | 12,15            | 165 (2022)                        | 14                 | modifier les données · modifier les données |
| Ladirat                            | 46146      | CC Causses et Vallée de la Dordogne | 8,93             | 89 (2022)                         | 10,0               | modifier les données · modifier les données |
| Latouille-Lentillac                | 46159      | CC Causses et Vallée de la Dordogne | 11,71            | 246 (2022)                        | 21                 | modifier les données · modifier les données |
| Leyme                              | 46170      | CC Grand-Figeac                     | 10,16            | 929 (2022)                        | 91                 | modifier les données · modifier les données |
| Loubressac                         | 46177      | CC Causses et Vallée de la Dordogne | 23,75            | 514 (2022)                        | 22                 | modifier les données · modifier les données |
| Mayrinhac-Lentour                  | 46189      | CC Causses et Vallée de la Dordogne | 15,57            | 487 (2022)                        | 31                 | modifier les données · modifier les données |
| Molières                           | 46195      | CC Grand-Figeac                     | 12,77            | 357 (2022)                        | 28                 | modifier les données · modifier les données |
| Saignes                            | 46246      | CC Causses et Vallée de la Dordogne | 3,55             | 74 (2022)                         | 21                 | modifier les données · modifier les données |
| Saint-Jean-Lagineste               | 46339      | CC Causses et Vallée de la Dordogne | 12,66            | 389 (2022)                        | 31                 | modifier les données · modifier les données |
| Saint-Jean-Lespinasse              | 46271      | CC Causses et Vallée de la Dordogne | 5,99             | 411 (2022)                        | 69                 | modifier les données · modifier les données |
| Saint-Laurent-les-Tours            | 46273      | CC Causses et Vallée de la Dordogne | 10,84            | 845 (2022)                        | 78                 | modifier les données · modifier les données |
| Saint-Médard-de-Presque            | 46281      | CC Causses et Vallée de la Dordogne | 5,29             | 201 (2022)                        | 38                 | modifier les données · modifier les données |
| Saint-Paul-de-Vern                 | 46286      | CC Causses et Vallée de la Dordogne | 10,84            | 174 (2022)                        | 16                 | modifier les données · modifier les données |
| Saint-Vincent-du-Pendit            | 46295      | CC Causses et Vallée de la Dordogne | 9,24             | 226 (2022)                        | 24                 | modifier les données · modifier les données |
| Canton de Saint-Céré               | 4616       |                                     | 203,59           | 9 635 (2022)                      | 47                 | modifier les données                        |

## Démographie

### Démographie avant 2015
| 1962  | 1968  | 1975  | 1982  | 1990  | 1999  | 2006  | 2011  | 2012  |
| ----- | ----- | ----- | ----- | ----- | ----- | ----- | ----- | ----- |
| 6 991 | 7 173 | 7 208 | 7 462 | 7 525 | 7 413 | 7 536 | 7 778 | 7 773 |

### Démographie depuis 2015
En 2022, le canton comptait 9 635 habitants, en évolution de +0,12 % par rapport à 2016 (Lot : +1,31 %, France hors Mayotte : +2,11 %).
| 2013  | 2018  | 2022  |
| ----- | ----- | ----- |
| 9 762 | 9 609 | 9 635 |